# Hoel I di Bretagna
Hoel I (prima del 945 – 981) fu conte di Vannes e di Nantes e duca di Bretagna dal 960 fino alla sua morte.

## Origine
Hoel era figlio illegittimo primogenito del conte di Vannes e di Nantes e duca di Bretagna, Alano II Barbatorta, e della sua amante (come ci conferma anche lo storico bretone, Guy Alexis Lobineau, nel suo Histoire de Bretagne, Tome I), Giuditta († dopo il 952), di cui non si conoscono gli ascendenti, come ci conferma anche il documento n° XXXIX de La chroniques de nantes.
Alano II Barbatorta era figlio del terzo conte di Poher, Mathuedoï, e della moglie, di cui non si conosce il nome, che era figlia del re di Bretagna, Alano il Grande, come risulta dal documento n° XXVII de La chroniques de nantes e della sua prima moglie, Oreguen (come risulta dal documento n° XII del Cartulaire noir de la cathédrale d'Angers, del 900 circa, di una donazione di Alano ad un vescovo, controfirmato dalla moglie e da due figli Orgaim uxoris suæ…Vuereche filii Alani, Pascuiten fratris sui).

## Biografia
Sua madre, Giuditta, secondo il Lobineau, era già l'amante di suo padre, Alano II, al tempo dell'esilio in Inghilterra (dal 919, tempo dell'occupazione della Bretagna da parte dei Normanni, sino al 936, quando, secondo ANGLO-SAXON-ENGLAND dello storico britannico, Frank Stenton, anche con l'aiuto del re d'Inghilterra, Atelstano, era divenuto conte di Vannes e di Nantes, Alano II era vissuto in esilio in Inghilterra).
Di Hoel non si conosce la data esatta della sua nascita, ma era nato senz'altro prima del 945, anno in cui sottoscrisse, assieme al fratello secondogenito, Guerech, un documento di donazione del padre, Alano II.
Quando suo padre, Alano II, verso il 950, secondo La chronique de Nantes, si sposò in seconde nozze con la figlia del Visconte di Blois e di Tours, Tebaldo il Vecchio di Blois, di cui non si conosce esattamente il nome (Rosalia o Adelaide), Hoel, venne educato dalla madre Giuditta, mentre suo fratello ,Guerech venniva affidato ai monaci dell'Abbazia di Fleury (l'Abbazia di Fleury si trova a Saint-Benoît-sur-Loire, vicino a Orléans).
Hoel viene citato, assieme al fratello, Guerech, nel documento n° 25 del Cartulaire de Landévennec, publié par Arthur de La Borderie (Houuel comes, Vuerec), non datato, redatto dal padre Alano II.
Quando, nel 452, suo padre, Alano II, secondo lo storico francese, Arthur de La Borderie, nel secondo volume del suo Histoire de Bretagne, si ammalò gravemente e sentendosi vicino alla morte, ancora secondo La Borderie, convocò a Nantes, suo cognato, il conte di Blois, di Chartres, di Châteaudun, e di Tours, Tebaldo I il Truffatore e gli affidò il suo unico figlio legittimo di pochi mesi di vita, Drogone, affinché lo rappresentasse in tutti i suoi titoli ed interessi.
Alano aveva inoltre convocato a Nantes i nobili della Bretagna, che giurarono fedeltà a Drogone e a Tebaldo I.
La morte di Alano II è confermata, nel 952, dalla Ex Chronico Floriacensi e, alla sua morte gli successe il fratellastro di Hoel, Drogone.
Poco dopo la morte di Alano II, nel 952, la sua vedova, su consiglio del fratellastro, Tebaldo I il Truffatore, sposò il secondo Conte di Angiò, Folco il Buono, che divenne così il reggente del ducato di Bretagna e della contea di Nantes, per conto del figliastro, Drogone.
Quando, nel 958, secondo La chronique de Nantes, Drogone di Bretagna morì in circostanze non molto chiare, il sospetto di averne ordinato la morte, cadde su Folco II il Buono, che divenne conte di Nantes e, duca di Bretagna, come risulta da un documento di una riunione, del 958, tra Folco il Buono, Tebaldo il Truffatore e diversi baroni bretoni.
Dopo la morte di Folco II il Buono, verso il 960, Hoel, che, secondo La chronique de Nantes, era il figlio illegittimo primogenito di Alano II, fu riconosciuto conte di Nantes e duca di Bretagna. In quel periodo l'altro centro di potere in Bretagna era rappresentato dalla contea di Rennes, come ci conferma La chronique de Nantes. Infatti una lettera di papa Giovanni XIII cita come principali condottieri dei Bretoni, Hoel, suo fratello Guerech, il conte di Rennes, Judicael Berengario, e suo figlio, Conan il Torto.
Verso il 970, dopo la morte di Judicael Berengario, Conan il Torto, sempre secondo La chronique de Nantes, avendo ricevuto la contea di Rennes dal conte di Blois, di Chartres, di Châteaudun, e di Tours, Tebaldo I il Truffatore, rifiutò di riconoscere la supremazia di Hoel e si proclamò Conan I, duca di Bretagna, provocando la reazione di Hoel che invase la contea di Rennes incendiando tutto il territorio sino alle mura della città di Rennes, riprendendo così il controllo del ducato.
La guerra era durata diversi anni e, ancora secondo La chronique de Nantes, Conan il Torto, che nel 979, si trovava a Chartres, alla corte Oddone I di Blois, successore di Tebaldo I il Truffatore, riprese la lotta, ma ritenendo di poter soccombere di fronte a Hoel, organizzò l'assassinio del duca di Bretagna, che fu eseguito da un certo Galuron su incarico di Conan. Anche il Cartulaire de l'abbaye de Redon en Bretagne conferma che il mandante della morte di Hoel fu Conan I il Torto  e che Hoel fu tumulato nell'abbazia di Redon.
A Hoel succedette il fratello, Guerech, che da poco era stato eletto vescovo di Nantes.

## Discendenza
Di Hoel non si ha notizia di un'eventuale moglie, ma da un'amante di cui non si conoscono né il nome, né gli ascendenti ebbe due figli:
- Judicael[28], che fu allevato dalla nonna paterna, Giuditta[28] e che alla morte del cugino, Alano di Nantes, gli successe come conte di Nantes[29]
- Hoel[28], che fu allevato dalla nonna paterna, Giuditta[28].

### Fonti primarie
- (LA)  Monumenta Germanica Historica, tomus III.
- (LA)  Rerum Gallicarum et Francicarum Scriptores, tomus VIII.
- (LA)  Cartulaire noir de la cathédrale d'Angers.
- (LA)  La chroniques de nantes.
- (LA)  Cartulaire de Landévennec, Mélanges Historiques. Choix de Documents, Tome V.
- (LA)  Cartulaire de l'abbaye de Redon en Bretagne.

### Letteratura storiografica
- Louis Halphen, Francia: gli ultimi carolingi e l'ascesa di Ugo Capeto (888-987), cap. XX, vol. II (L'espansione islamica e la nascita dell'Europa feudale) della Storia del Mondo Medievale, pp. 636–661.
- (FR)  Histoire de Bretagne, de l'année 754 a l'année 995 di Arthur Le Moyne de La Borderie.
- (FR)  Lobineau, G. A. (1707) Histoire de Bretagne (Paris), Tome I.
- (FR)  La chroniques de nantes.